# 제18회 일본 중의원 의원 총선거
제18회 일본 중의원의원 선거는 1932년 2월 20일 일본에서 치러진 중의원의원의 선거로, 만주사변 이후 여당이었던 입헌민정당내 강경파들이 온건파였던 와카쓰키 레이지로 내각에 불만을 품고 야당인 입헌정우회의 이누카이 쓰요시를 수상으로 추대함에 따라 치러졌다.

## 선거 결과
의석
| 정당       | 의석수 |
| ---------- | ------ |
| 입헌정우회 | 301석  |
| 입헌민정당 | 146석  |
| 사회민중당 | 3석    |
| 사회대중당 | 2석    |
| 혁신구락부 | 2석    |
| 무소속     | 12석   |
| 합계       | 466    |

득표
| 정당       | 득표수    | 득표율 |
| ---------- | --------- | ------ |
| 입헌정우회 | 5,683,137 | 58.2%  |
| 입헌민정당 | 3,442,326 | 35.25% |
| 사회대중당 | 127,459   | 1.31%  |
| 사회민중당 | 125,758   | 1.29%  |
| 혁신구락부 | 36,839    | 0.38%  |
| 기타       | 1,445     | 0.01%  |
| 무소속     | 347,668   | 3.56%  |
| 총합       | 9,764,632 |        |